# Каттоліка-Ераклеа
Каттоліка-Ераклеа (італ. Cattolica Eraclea, сиц. Catòlica) — муніципалітет в Італії, у регіоні Сицилія,  провінція Агрідженто.
Каттоліка-Ераклеа розташована на відстані близько 510 км на південь від Рима, 75 км на південь від Палермо, 22 км на північний захід від Агрідженто.
Населення — 3806 осіб (2014).

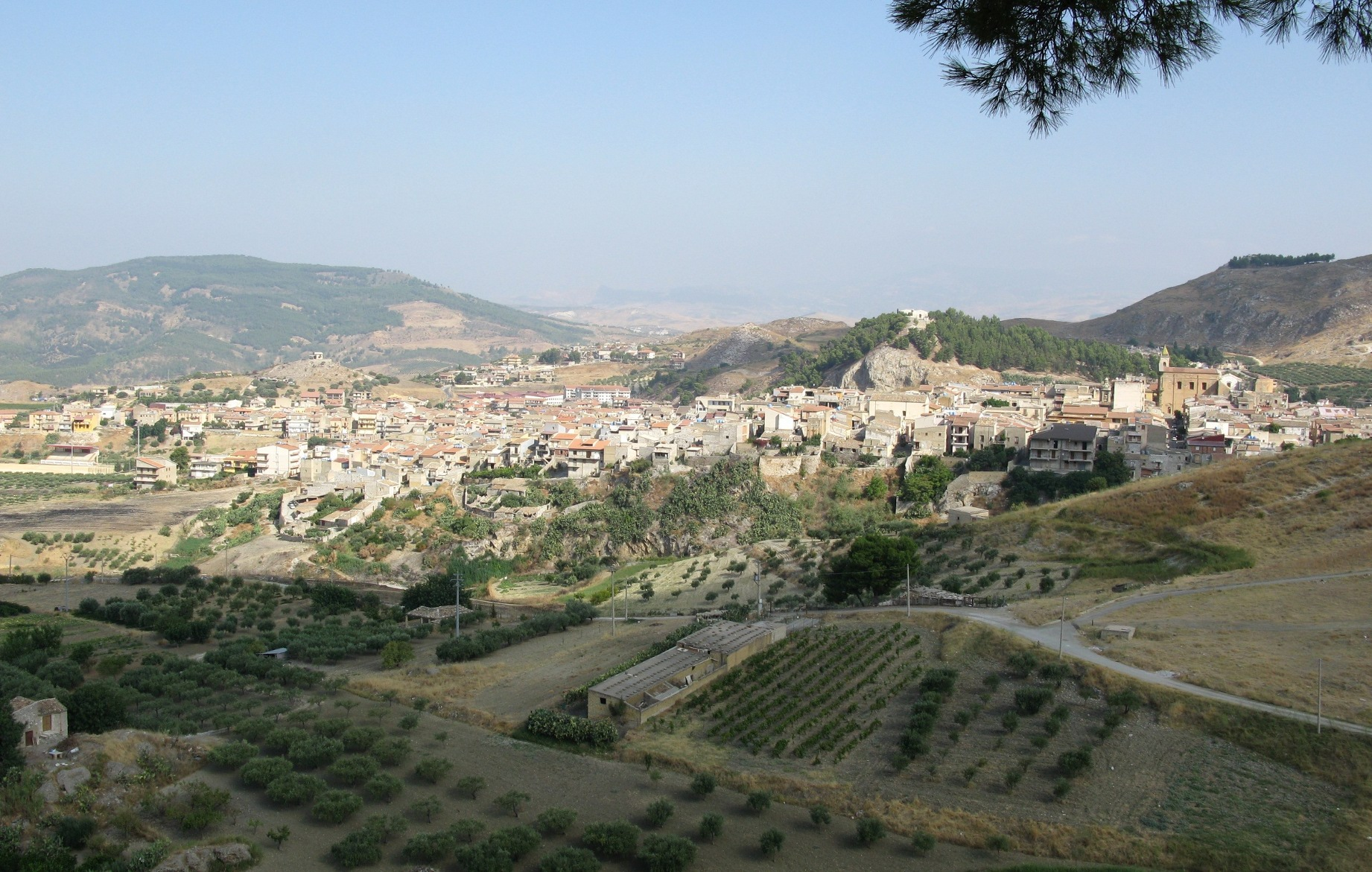

Щорічний фестиваль відбувається 19 березня. Покровитель — San Giuseppe.

## Демографія
Населення за роками:

Станом на 1 січня 2023 року в муніципалітеті офіційно проживало 156 іноземців з 18 країн, серед них 120 громадян країн Євросоюзу та 1 громадянин України.

## Сусідні муніципалітети
- Агрідженто
- Чанчана
- Монталлегро
- Рибера
- Сант'Анджело-Муксаро